# هربرت باربي
هربرت باربي (بالإنجليزية: Herbert Barbee)‏ هو نحات أمريكي، ولد في 8 أكتوبر 1848، وتوفي في 22 مارس 1936.